# Echiniscus hoonsooi
Echiniscus hoonsooi är en djurart som tillhör fylumet trögkrypare, och som beskrevs av Moon och Kim 1990. Echiniscus hoonsooi ingår i släktet Echiniscus och familjen Echiniscidae. Inga underarter finns listade i Catalogue of Life.